# 61ª Brigata fanteria di marina "Kirkenes"
La 61ª Brigata autonoma fanteria di marina "Kirkenes" (in russo 61-я отдельная Киркенесская бригада морской пехоты?, 61-ja otdel'naja Kirkenesskaja brigada morskoj pechoty, unità militare 38643) è un'unità della Fanteria di marina russa, subordinata alla Flotta del Nord del Distretto militare di Leningrado e con base a Sputnik nell'oblast' di Murmansk.

## Storia

### Unione Sovietica
Le origini della brigata risalgono 67ª Brigata fucilieri di marina dell'Armata Rossa, creata nell'oblast' di Kujbyšev nell'ottobre 1941 da marinai provenienti dalla Flotta del Pacifico. Inquadrata nel Fronte Careliano, venne schierata in prima linea nella regione di Louchskij il 2 aprile 1942 per prendere parte all'operazione Kestenga, la quale si concluse con un fallimento per i sovietici. La brigata venne quindi ritirata nelle retrovie, dove operò come riserva strategica per circa un anno.
Questa brigata fece da base per la seconda formazione della 45ª Divisione fucilieri, ricostituita il 20 aprile 1943 in Carelia dopo che la prima venne promossa a 74ª Divisione fucilieri delle guardie nel gennaio 1943. A partire dall'ex 2º Battaglione della 67ª Brigata fu creato il 61º Reggimento fucilieri, unità della quale l'attuale brigata porta ancora la numerazione. Come parte della 45ª Divisione fucilieri il reggimento ha partecipato all'offensiva di Petsamo-Kirkenes, avanzando nel territorio della Norvegia e occupando Kirkenes. Per quest'azione il reggimento è stato insignito dell'Ordine della Bandiera Rossa e intitolato alla città. Al termine della seconda guerra mondiale la divisione venne ritirata nell'oblast' di Murmansk.
Nel 1957 la 45ª Divisione venne riorganizzata come 131ª Divisione fucilieri motorizzata, e di conseguenza il reggimento divenne 61º Reggimento fucilieri motorizzato. Si trovava di stanza nel villaggio di Kakkurijarvi, che su richiesta del comandante del reggimento venne ribattezzato Sputnik nel dicembre 1960.
Il 14 maggio 1966 il reggimento venne distaccato dalla divisione, diventando il 61º Reggimento fanteria di marina e venendo assegnato alle dipendenze della Flotta del Nord. La 131ª Divisione invece sarebbe in futuro diventata l'attuale 200ª Brigata fucilieri motorizzata delle guardie. Nel maggio 1969, con l'aggravarsi della situazione in Medio Oriente, elementi del reggimento furono schierati a protezione del porto egiziano di Porto Said, concesso dall'Egitto come base per le operazioni della squadriglia del Mediterraneo della marina sovietica.
Il 20 novembre 1979 il reggimento venne elevato al rango di brigata, organizzata su 2 battaglioni di fanteria di marina e un battaglione d'assalto aereo.

### Federazione Russa
La brigata è stata ereditata dalla Russia in seguito allo scioglimento dell'Unione Sovietica. Nel dicembre 1994 il suo 876º Battaglione d'assalto aereo, rinforzato da diverse unità di supporto fino a superare i 1000 uomini di personale, prese parte alla prima guerra cecena. A partire dal 13 gennaio 1995 il battaglione è stato impiegato in battaglia durante l'assedio di Groznyj. Dopo la caduta della città ha combattuto nelle regioni cecene di Vedenskij, Šalinskij e Šatojskij. In totale il battaglione ha trascorso 5 mesi in Cecenia, venendo ritirato dal teatro il 26 giugno 1995 dopo aver subito perdite per 77 morti e 252 feriti.
Nel settembre 1999, in seguito allo scoppio della seconda guerra cecena, l'876º Battaglione d'assalto aereo è stato nuovamente rinforzato con artiglieria e carri armati ed inviato in combattimento in Cecenia e in Daghestan, dove ha trascorso 9 mesi registrando 16 caduti.
Il 1 dicembre 2009 la brigata è stata riorganizzata come reggimento, per tornare nuovamente brigata il 15 dicembre 2014.
Nel 2014 elementi della brigata hanno preso parte alla guerra del Donbass, penetrando in territorio ucraino nell'oblast' di Luhans'k, occupando la base del 15º Reggimento della Guardia nazionale dell'Ucraina e partecipando attivamente ai combattimenti.
Nel marzo 2016 la brigata è stata schierata in Siria, dove ha cooperato con l'esercito siriano per la conquista di Palmira, assaltando direttamente la città. Il 30 settembre 2017 il comandante della brigata, colonnello Valerij Fedjanin, è morto in seguito alle ferite provocate dall'esplosione di una mina mentre si trovava in Siria.

#### Guerra russo-ucraina
Nel febbraio 2022 la brigata è stata trasferita sul Mar Nero per prendere parte all'invasione russa dell'Ucraina. Entrata in azione nella regione di Charkiv, ha immediatamente subito numerose perdite fra cui il vice comandante della brigata, colonnello Dmitrij Sofronov, il 6 marzo. All'inizio di aprile un gruppo tattico di battaglione della brigata ha occupato Balaklija, nell'ambito degli sforzi condotti da due intere armate in direzione di Izjum. A maggio è stata investita dal contrattacco della 92ª Brigata meccanizzata, perdendo diversi villaggi a nord di Charkiv, successivamente liberati dalla 127ª Brigata di difesa territoriale. In questi scontri è morto il capo del genio militare della brigata, maggiore Nikolaj Kolomoec. In seguito al fallimento della presa della città è stata schierata in Donbass, assaltando la città di Avdiïvka difesa dalla 56ª Brigata motorizzata ucraina. Il 28 maggio è rimasto ucciso il capo di stato maggiore dell'unità, colonnello Ruslan Širin. In seguito allo sfondamento operato dal Gruppo Wagner, a partire da giugno è stata trasferita nell'area di Popasna in sostituzione dei resti di due BTG della 76ª Divisione d'assalto aereo, e ha partecipato agli scontri a sud del saliente di Sjevjerodonec'k-Lysyčans'k.
Nel 2023 è rimasta di stanza nella regione di Cherson, in particolare presso capo Kinburn. All'inizio di settembre elementi della brigata sono stati trasferiti nell'area di Bachmut, dove hanno condotto un importante contrattacco in direzione di Kliščiїvka, rientrando nel villaggio occupato dagli ucraini prima di essere nuovamente costretti a ritirarsi il 5 settembre, subendo gravi perdite. Il 3 novembre successivo il comandnate della brigata, colonnello Roman Fedorov è stato insignito del titolo di Eroe della Federazione Russa. Nella primavera del 2024 è tornata ad operare nei pressi di Cherson, prendendo posizione nel delta del Dnepr. Alla fine di settembre è stata trasferita sul fronte di Pokrovs'k per contribuire all'offensiva russa in direzione della città.

## Struttura
- Comando di brigata[27]
- 874º Battaglione fanteria di marina (unità militare 63969)
- 876º Battaglione d'assalto aereo (unità militare 81285)
- 1591º Battaglione artiglieria semovente (2S23 Nona-SVK)
- 1611º Battaglione artiglieria semovente (2S1 Gvozdika) (unità militare 63866)
- 1617º Battaglione artiglieria missilistica contraerei (9K35 Strela-10 e 2K22 Tunguska) (unità militare 63872)
- 180º Battaglione genio (unità militare 36085)
- 886º Battaglione ricognizione (unità militare 99730)
- Compagnia comunicazioni
- Compagnia manutenzione
- Compagnia logistica
- Compagnia medica
- Plotone comando
- Plotone difesa NBC

## Comandanti

### Unione Sovietica
- Colonnello Jakov Pidust (1944 - 1948)[28]
- Colonnello Ivan Matveev (1948 - 1950)
- Colonnello Afanasij Vorob'ёv (1950 - 1952)
- Colonnello Michail Davydov (1952 - 1954)
- Colonnello Pavel Lopatkin (1954 - 1955)
- Colonnello Vladimir Solov'ёv (1955 - 1956)
- Colonnello Vasilij Zatoka (1956 - 1957)
- Colonnello Michail Belov (1957 - 1959)
- Colonnello Valentin Varennikov (1959 - 1960)
- Colonnello A. Fomičёv (1960 - 1965)
- Colonnello Vladimir Krukovskij (1965 - 1967)
- Colonnello Aleksej Pachomov (1967 - 1974)
- Colonnello Nikolaj Poljakov (1974 - 1979)
- Colonnello Aleksej Ermakov (1979 - 1984)
- Colonnello Aleksandr Pustoutov (1984 - 1988)
- Colonnello Aleksandr Borzenko (1988 - 1990)

### Federazione Russa
- Colonnello Jurij Šakalov (1990 - 1993)
- Colonnello Boris Sokušev (1993 - 1995)
- Colonnello Grigorij Semёnov (1995 - 1999)
- Colonnello Aleksandr Černov (1999 - 2002)
- Colonnello Nikolaj Klimov (2002 - 2005)
- Colonnello Aleksandr Sorogin (2005 - 2008)
- Colonnello Magomedali Magomedžanov (2008 - 2010)
- Colonnello Aleksej Maslov (2010 - 2016)[29]
- Colonnello Valerij Fedjanin (2016 - 2017) †[12]
- Colonnello Kirill Nikulin (2018 - 2022)
- Colonnello Ivan Solodkij (2022 - ottobre 2023)[30]
- Maggior generale Roman Fedorov (ottobre 2023 - in carica)[24][31]